# ショーン・ルーニー
ショーン・ルーニー（Sean Michael Rooney、1982年11月13日 - ）は、アメリカ合衆国の元バレーボール選手である。元アメリカ合衆国代表、北京オリンピック金メダリスト。

## 高校まで
イリノイ州ウィートン（英語版）出身。南ウィートン・ワレンビル高校（英語版）当時の2001年には、同校をイリノイ州選手権優勝へと導き、同州の年間ベストプレーヤーに選出されている。またバレーボールだけでなく、ゴルフやバスケットボールなどでも才を見せた。

## 大学
ルーニーはペパーダイン大学（カリフォルニア州マリブ）に進学し、2005年に卒業している。学位は経営学士。
同学在学中の4年間で全米バレーボール監督協会（AVCA）が選ぶオールアメリカンに四度選出されている。最終学年となった2005年には、1セット当たり6.35点をあげNCAAディビジョンⅠ-ディビジョンⅡで第2位に成績を収めており、ナショナルプレーヤーにも選出された。同年のNCAA男子バレーボール選手権においては、UCLAブルーインズをフルセットで下して選手権者となった。この試合はブルーインズのホームコートであるポーリー・パビリオンで開催されており、ブルーインズはホームゲーム35年の歴史で初めての敗戦であった。ルーニーはこの大会ファイナル4でのMVPに輝いた。

## プロ選手
2006/07シーズンに韓国Vリーグの現代キャピタル・スカイウォーカーズとプロ契約を結び、チーム二連覇となる同シーズン優勝に大きく貢献し自らもMVPに輝いた。2007/08シーズンはロシアのDinamo-Yantar（英語版）と契約し、更に翌2008/09シーズンにはFakel Novy Urengoyへ移籍した。

### ビーチバレー
ルーニーは短期間ではあるが2005-2006年に、アメリカ合衆国ビーチバレープロ協会（略称:AVP 英語版）ツアーに参戦した。最高順位は5位で三度記録している。

## アメリカ合衆国代表

### 国際試合
ルーニーは2007年にアメリカ合衆国代表に招集された。同年に開催されたワールドカップに出場し、対エジプト戦において18点（アタック15点、ブロック2点、サービスエース1点）をあげマッチMVPに輝いている。
2008年1月にプエルトリコのカグアスで開催された北京オリンピック北中米予選（英語版）に出場し、大会を通じて46点（アタック43点、ブロック3点）をあげて優勝に大きく貢献し、自らもベストスパイカーに選出された。

### オリンピック
初出場となった2008年の北京オリンピックでは優勝を果たし、2012年のロンドンオリンピックでも二大会連続出場を果たしている。

## 所属クラブ
- ペパーダイン大学
- 現代キャピタル・スカイウォーカーズ（2006-2007年）
- Dinamo-Yantar（2007-2008年）
- Fakel Novy Urengoi（2008-2010年）
- Acqua Paradiso Monza Brianza（2011-2012年）
- ウリカード・ハンセ（2013-2014年）